# Arxiu Municipal de Creixell
L'Arxiu Municipal de Creixell és un arxiu del municipi de Creixell inaugurat el 14 de març de 2015 juntament amb la biblioteca del municipi. A l'espai de l'arxiu, emplaçat a la planta baixa de l'edifici de l'Hotel d'Entitats, s'hi han instal·lat 360 metres de prestatgeria metàl·lica, mòbil i fixa, per a col·locar els 260 metres lineals que actualment ocupa el fons municipal de Creixell. Amb aquest nou equipament es farà front al creixement documental del municipi i es garantirà la correcta conservació del fons, que cronològicament abasta del 1812 al 2012. L'Ajuntament de Creixell està acollit, des de l'any 2010, al Servei d'Assistència al Patrimoni Documental que presta l'Arxiu Històric de Tarragona, a través del Consell Comarcal del Tarragonès.